# Bustamante (municipalité, Tamaulipas)
Pour les articles homonymes, voir Bustamante.

La municipalité de Bustamante est l'une des 43 municipalités de l'État de Tamaulipas, et est située dans la partie sud de cet État. Située à l'ouest du golfe du Mexique, elle appartient essentiellement au bassin versant de la rivière Tula, propre à sa zone montagneuse de la Sierra Madre orientale. Elle est limitrophe à l'ouest des États de Nuevo León et de San Luis Potosí. Son chef-lieu est la localité de Bustamante. Elle dépend de la région Altiplano, qui est une des 6 subdivisions administratives de l'État de Tamaulipas.

## Géographie

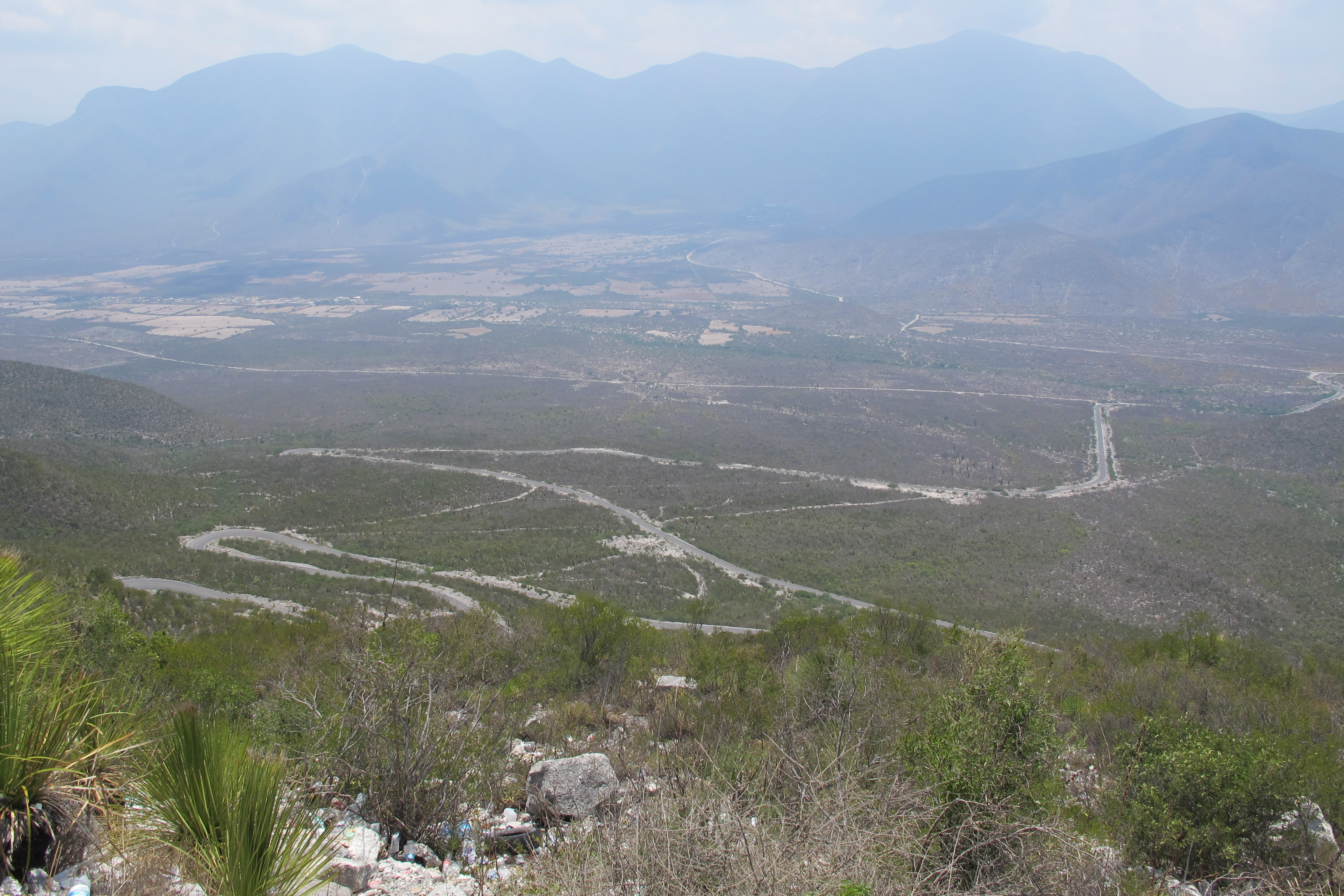
Vue sur la Sierra Madre orientale

La municipalité de Bustamante s'étend d'ouest en est au sein du massif de la Gran Sierra Plegada, qui est une partie de la vaste chaîne de montagnes de la Sierra Madre orientale. Son altitude oscille entre 1100 et 3000 mètres. La majeure partie de ses cours d'eau alimente le bassin versant de la rivière Tula, propre à la Sierra Madre orientale, et qui ne rejoint aucune mer, soit un bassin endoréique. Ce bassin fait partie de la région hydrographique 37 et est nommé El Salado. Sur son flanc oriental, en revanche, les cours d'eau descendants des montagnes appartiennent au bassin versant du fleuve Río Pánuco. Son chef-lieu, la localité éponyme de Bustamante, se trouve dans la partie nord de son territoire, à une altitude de 1718 mètres. Son territoire couvre une surface de 1300,76 km², et était peuplé en 2020 de 7542 habitants.
Cette municipalité fait partie de la région Altiplano, qui est une des 6 subdivisions administratives de l'État de Tamaulipas, et regroupe les municipalités de Jaumave, Miquihuana, Palmillas, Bustamante et Tula.
Elle est limitrophe au nord de celle de Miquihuana, à l'ouest, dans l'État de Nuevo León, de celle de Mier y Noriega, puis dans l'État de San Luis Potosí, de celle de Guadalcázar, au sud, à nouveau dans l'État de Tamaulipas, de celle de Tula, et à l'est de celle de Palmillas.

## Composition et démographie
La municipalité était composée en 2010 de 31 localités.
| Localité                    | Population |
| --------------------------- | ---------- |
| Bustamante                  | 1 263      |
| Calabacillas                | 719        |
| Felipe Ángeles (El Gavilán) | 724        |
| El Aguacate                 | 503        |

En plus de l'espagnol, plusieurs langues amérindiennes sont parlées dans la municipalité, dont les principales sont par ordre d'importance : le nahuatl et le maya.

## Histoire

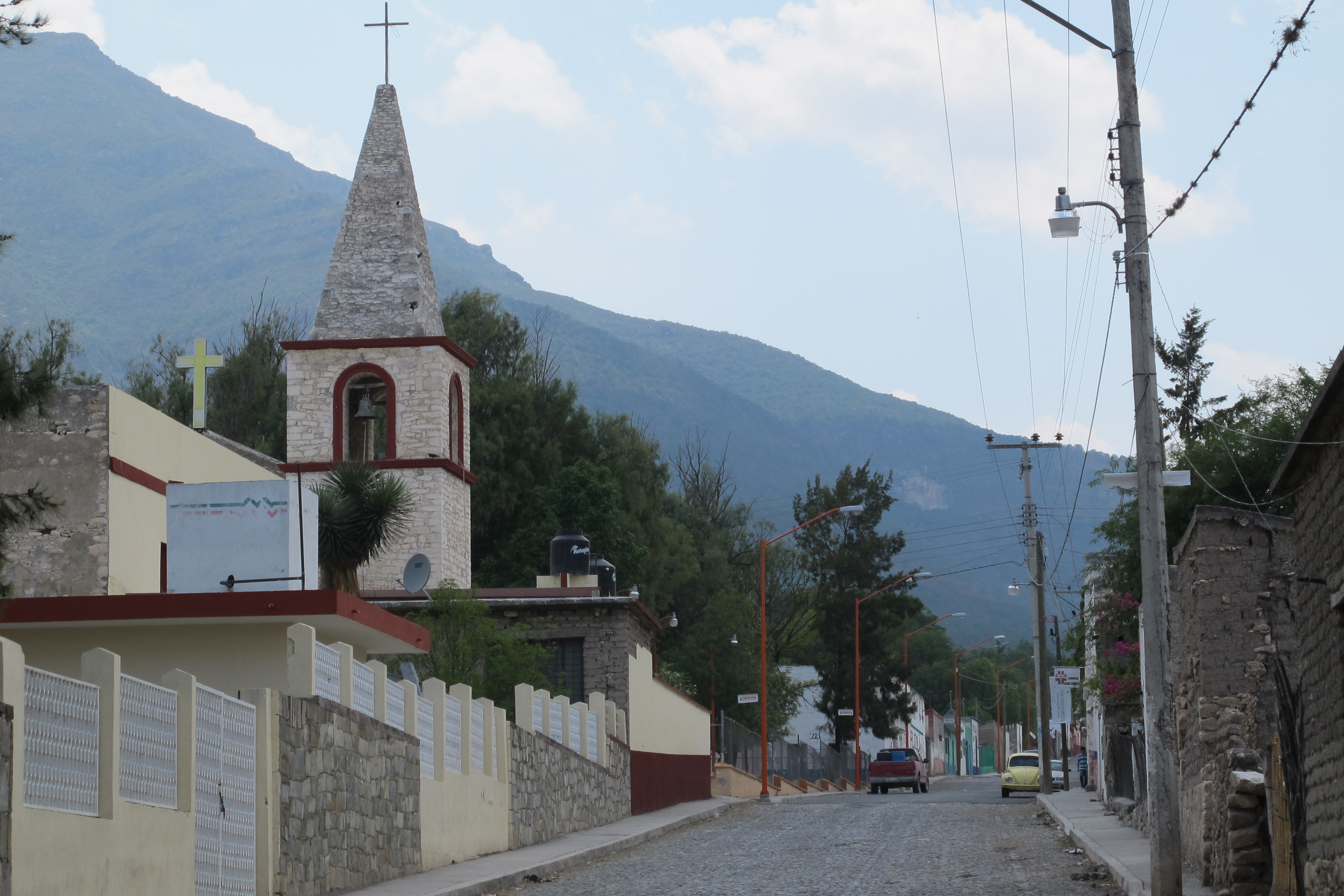
Bustamante et l'église St-Michel-Archange

Légèrement en amont de la conquête et de la colonisation de la nouvelle province de Nouvelle-Santander par José de Escandón entre 1748 et 1755, Jacinto de Salazar demanda à José de Escandón l'autorisation de fonder un domaine royal nommé Pantano de los Infantes, dans un secteur minier. Cette fondation reçoit en 1749 le nom de Real de Infantes, et se double d'une mission religieuse sous le patronage de Nuestra Señora de Guadalupe. Ce lieu était habité par les indiens Pisones, et leur église paroissiale fut fondée sous l'invocation de Saint-Michel Archange.
En 1828, Real de Infantes reçoit le statut de ville (villa) et prend alors de nom de Bustamante, en l'honneur du général et futur président Anastasio Bustamante.
En 1876, dans le cadre du Plan de Tuxtepec (es) élaboré par Porfirio Díaz pour renverser le président Sebastián Lerdo de Tejada, un régiment parti de Monterrey sous la direction du général Pedro Martínez vint affronter les troupes du gouverneur de l'État de Tamaulipas fidèles au plan de Tuxtepec. La rencontre eut lieu dans la municipalité de Bustamante, et donna lieu à la Bataille de Las Antonias (es), dont les troupes du gouverneur sortirent victorieuses.